# Delicte contra la llibertat sexual
Delictes contra la llibertat sexual són aquelles accions tipificades per la llei que ataquen la lliure disposició de l'individu sobre la seva sexualitat.
Quan en els diversos països es va admetent una pluralitat de concepcions socials diverses sobre la moral sexual, adquireix importància el concepte de llibertat sexual (enfront de l'anterior de moral sexual), a la qual s'imposen certs límits per al seu exercici. Els principals límits a l'exercici de la llibertat sexual tenen el seu fonament en el respecte a la llibertat sexual de l'altre, en les situacions d'immaduresa o incapacitat mental que impedeix a certes persones tenir suficient autonomia en la seva decisió i coneixements per a orientar i regir els seus comportaments sexuals (casos en els quals es parla d'indemnitat o intangibilitat sexual) i altres conductes que sense afectar de forma directa a la llibertat i indemnitats sexuals troben una gran reprovació social, com són el foment o explotació comercial d'activitats com la prostitució, per a evitar que el tràfic carnal es converteixi en font de guanys per a persones alienes (els proxenetes).
Sota la denominació "contra la llibertat sexual" se solen trobar tipificats, d'acord amb el que ja s'ha indicat, delictes com la violació, les agressions sexuals, l'exhibicionisme, l'assetjament sexual, l'estupre i el rapte. El bé jurídic protegit és per tant la llibertat sexual, l'exercici lliure de la pròpia sexualitat, i no la deshonestedat considerada en si mateixa.
Dins dels grups o forces armades, sovint tant nens com nenes són víctimes d'abusos i explotacions sexuals, i en aquest cas les principals víctimes són les nenes.